# Azita Raji
Pour les articles homonymes, voir Raji (homonymie).
Azita Raji (en persan : آزیتا راجی, née le 29 septembre 1961 à Téhéran et morte en février 2022, est une diplomate, banquière et philanthrope américaine d'origine iranienne. Elle est nommée par le président Barack Obama en octobre 2014 pour devenir ambassadrice des États-Unis au Royaume de Suède, et confirmée à l'unanimité par le Sénat des États-Unis en février 2016,,. Elle présente ses lettres de créance au Roi de Suède le 15 mars 2016,, et terminé sa période de service le 20 janvier 2017,.
Elle est la première femme ambassadrice des États-Unis en Suède, ainsi que la première américaine d'origine iranienne à être ambassadrice des États-Unis.

## Biographie
Azita Raji naît à Téhéran dans l'empire d'Iran. Elle termine ses études secondaires à Lausanne, en Suisse, où elle concourt au niveau national en tant que skieuse alpine et joueuse d'échecs, avant de déménager aux États-Unis à l'âge de 17 ans. Elle obtient un bachelor of arts en 1983 en architecture et en français au Barnard College de l'université de Columbia, puis suit une master of business administration en finance en 1991 à la Columbia Business School. Raji devient citoyenne américaine en 1988.
Raji est chartered financial analyst (CFA) et membre de l'Institute for Chartered Financial Analysts depuis 1991. Elle est membre du Bretton Woods Committee (en), une organisation d'élite qui soutient les institutions financières internationales telles que la Banque mondiale et le Fonds monétaire international. Plus tôt dans sa carrière en tant que banquière en investissement international, elle occupé des postes de direction dans des entreprises telles que J.P. Morgan, Salomon Brothers et Drexel Burnham Lambert,.
En 2008, elle quitte le secteur financier pour se concentrer sur la politique nationale. En 2012, elle devient vice-présidente des finances nationales et présidente du Swing State Victory Fund pour la campagne de Barack Obama. Azita Raji est membre du conseil consultatif national du Comité national démocrate et membre du Comité des finances nationales d'Obama for America de 2008 à 2012. En 2013, le président Obama la nomme au poste de commissaire de la Commission présidentielle des White House Fellows. Elle est également nommée commissaire de la Smithsonian National Portrait Gallery.
Les activités philanthropiques de Raji incluent de nombreux rôles actifs dans des organismes à but non lucratif: administratrice et membre du comité exécutif du Barnard College de l'université de Columbia; membre du conseil consultatif de la Columbia Business School Tamer Center for Social Enterprise; Coprésidente fondatrice de l'Athena Center for Leadership Studies au Barnard College de l'université de Columbia; membre du conseil consultatif économique du Center for American Progress et directrice du National Partnership for Women & Families (en).
Le 4 juillet 2016, Azita Raji est honorée du "Great Immigrants: The Pride of America", la reconnaissance annuelle de la Carnegie Corporation of New York (en) remise à des citoyens américains naturalisés inspirants qui apportent des contributions notables au progrès de la société américaine.
Le 10 décembre 2016, en tant qu'ambassadeur des États-Unis en Suède, elle lit la lettre de Bob Dylan au comité Nobel en son nom lors du banquet Nobel à Stockholm, en reconnaissance de l'attribution du prix Nobel de littérature 2016 à l'artiste,,,.
Raji reçoit l'Ellis Island Medal of Honor (en) en 2017,  et est récipiendaire du prix Joan Rivers Trailblazer Award du Barnard College en 2020.

## Vie personnelle
Elle a résidé en Californie du Nord, mais elle a également vécu et travaillé au Moyen-Orient, en Amérique latine, en Europe et en Extrême-Orient et parlait couramment plusieurs langues, dont le persan et le français. Mariée à Gary Syman, un ancien partenaire de Goldman Sachs, ils ont eu cinq filles et sept petits-enfants.